# 雙齒獸屬
雙齒獸屬（學名：Diictodon）又譯二碩齒獸，是獸孔目異齒亞目的一個屬，身長約45公分，為草食性動物。雙齒獸生存於二疊紀的晚期，大約2億5500萬年前，是二疊紀合弓綱中最繁盛的物種之一，化石發現於非洲與亞洲都有發現；在南非發現的二疊紀脊椎動物化石中，有大約一半是雙齒獸的化石。

## 特徵

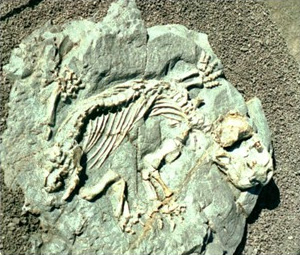
雙齒獸的化石

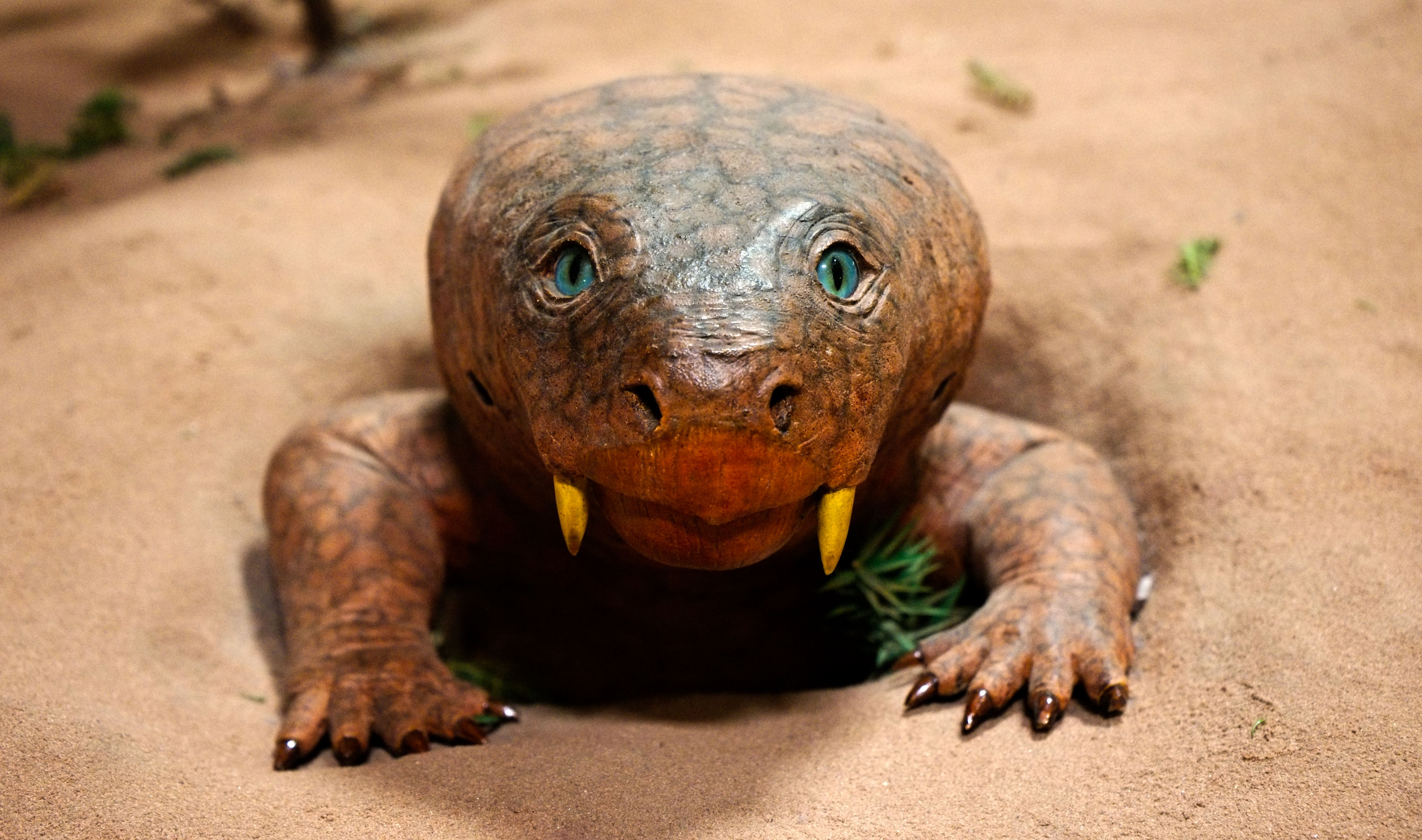
穴居的雙齒獸模型

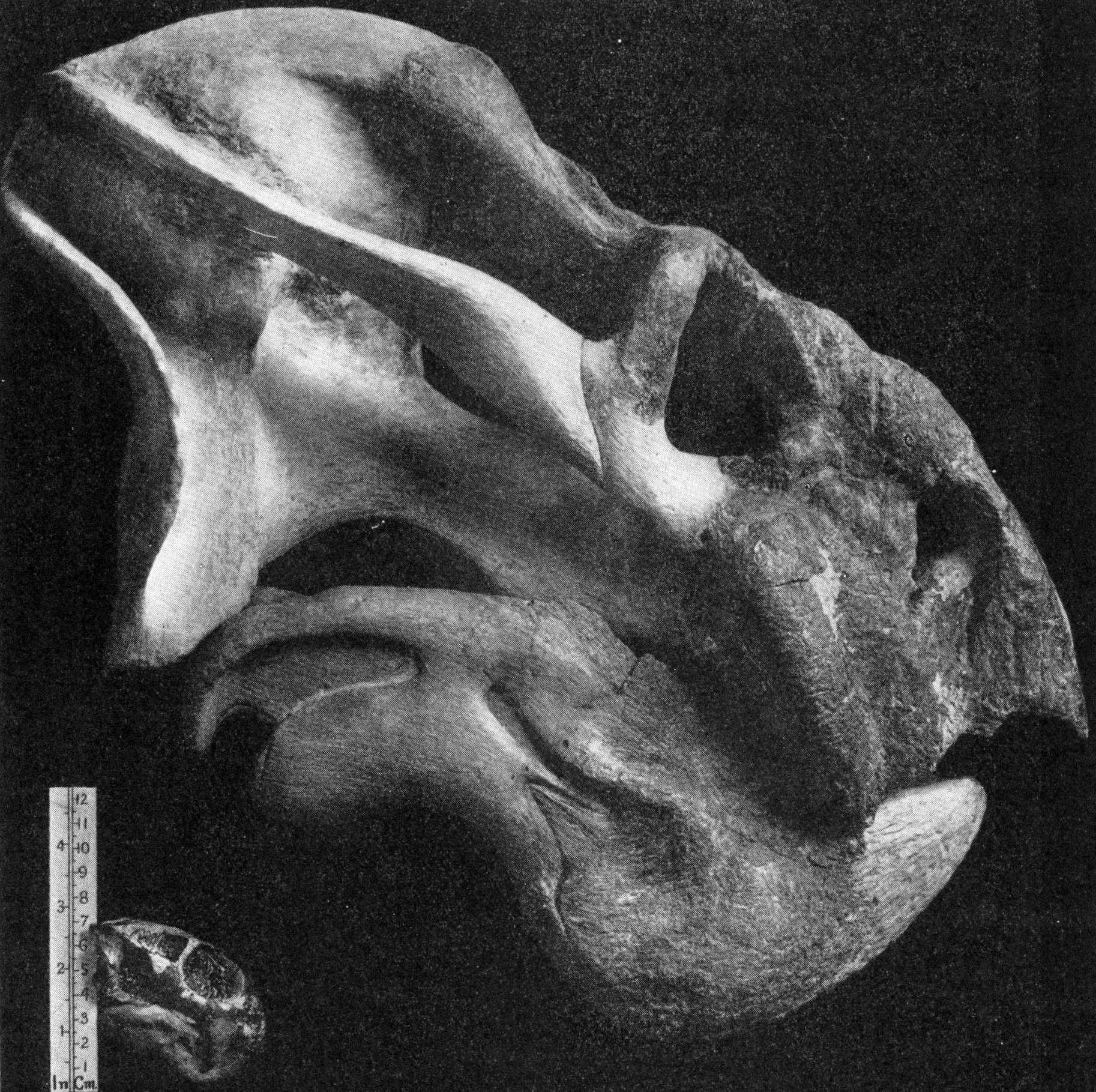
二齒獸(上)與雙齒獸(下)的顱骨

雙齒獸具有相當大的頭部，前端為喙狀嘴。上頜嘴側有一對長牙，雄性個體的長牙較大。雙齒獸的四肢健壯，手掌各有五根銳利指爪。雙齒獸的四肢往身體兩側延展。雙齒獸的頜部骨頭已經簡化，某些骨頭有助於聽力。牠們被推測有敏銳的嗅覺與聽覺。根據雙齒獸的前肢特徵，例如高度特化的肌肉、寬廣的手掌，牠們被推測可能是穴居動物。

### 生活方式
如同其他獸孔目，雙齒獸擁有許多類似哺乳類的特徵。雙齒獸被推測是種穴居動物，生活方式類似現代地鼠。在雙齒獸的化石發現處，曾發現洞穴痕跡，某些洞穴可達1.5公尺深，但洞穴之間沒有互相連接。雙齒獸可能是群居動物。某些雙齒獸的化石接近氾濫平原，牠們可能被沖進洞穴的洪水所淹死。在二疊紀晚期，盤古大陸有廣大的沙漠地形。雙齒獸可能生存在沙漠中的洞穴，以少量的沙漠植物為食。

### 食性
如同其他二齒獸類，雙齒獸是草食性動物，牠們始使用喙狀嘴以咬下植物。如果雙齒獸生存於沙漠環境，由於沙漠的植被稀少，牠們可能具有高效率的消化系統。由於雙齒獸是穴居動物，牠們可能以富含水分的樹根為食。

## 近親
雙齒獸屬於異齒亞目的二齒獸下目，因此與演化成哺乳類的犬齒獸類是遠親。某些二齒獸類演化出較大的體型。其中的水龍獸、布拉塞龍更成為三疊紀早期的優勢陸棲動物。在三疊紀晚期的諾利階，二齒獸類的優勢草食性動物地位，被原蜥腳類恐龍所取代。

## 大眾文化

雙齒獸與人類的體型比較圖

雙齒獸曾出現在BBC的電視節目《與巨獸共舞》（Walking With Monsters），節目單位宣稱雙齒獸是三疊紀水龍獸的祖先。雙齒獸也出現在另一電視節目《遠古入侵》（Primeval）。